# Chris Quinn
Christopher James "Chris" Quinn (ur. 3 września 1983 w Nowym Orleanie) – amerykański koszykarz, występujący na pozycji rozgrywającego, aktualnie asystent trenera w zespole Miami Heat.

## Osiągnięcia

### Zawodnicze
NCAA
- Uczestnik rozgrywek NCAA Sweet Sixteen (2003)
- Zaliczony do:
  - składu Big East Academic All-Star (2003, 2005)[1]
  - I składu All-AAC (2006)[2]
- Lider Konferencji Big East w asystach (2006)[3]

Drużynowe
- Mistrz Eurocup (2012)[4]
- Wicemistrz Rosji (2012)[4]

### Trenerskie
- Wicemistrzostwo NBA (2020, 2023[5] – jako asystent trenera)